# كيت أتكينسون
كيت أتكينسون (بالإنجليزية: Kate Atkinson)‏ (و. 1951  م) هي كاتبة سيناريو، وروائية، وكاتبة مسرحية، وصحفية، وكاتبة قصص قصيرة، وكاتِبة بريطانية، ولدت في يورك، هي عضوةٌ في الجمعية الملكية للأدب.

## التعليم
تعلمت في جامعة دندي، في تخصص أدب إنجليزي.

## جوائز
حصلت على جوائز منها:
- عضو رتبة الإمبراطورية البريطانية (2011)
- E. M. Forster Award [الإنجليزية]‏ (1998)
- زميل في الجمعية الملكية للأدب.

## وصلات خارجية
- كيت أتكينسون على موقع IMDb (الإنجليزية)
- كيت أتكينسون على موقع الموسوعة البريطانية (الإنجليزية)
- كيت أتكينسون على موقع مونزينجر (الألمانية)
- كيت أتكينسون على موقع ألو سيني (الفرنسية)
- كيت أتكينسون على موقع ميوزك برينز (الإنجليزية)
- كيت أتكينسون على موقع أول موفي (الإنجليزية)
- كيت أتكينسون على موقع قاعدة بيانات الفيلم (الإنجليزية)
- كيت أتكينسون على موقع كينوبويسك (الروسية)
- كيت أتكينسون على موقع كينوبويسك (الروسية)